# LiAZ–677
A LiAZ–677 (oroszul: ЛиАЗ–677) szovjet városi autóbusz, amelyet 1967–1994 között gyártott a Likinói Autóbuszgyár (LiAZ), de a meglévő alkatrészekből más üzemekben még 2004-ig folyt a kisszériás előállítása. Összesen 194 183 darabot gyártottak, ebből 7133 darabot exportáltak 16 országba. Ez volt a LiAZ első saját városi autóbuszmodellje, valamint az első automata váltóval szerelt szovjet autóbusz.

## Története
Az autóbusz tervezése 1960-an kezdődött a Likinói Autóbuszgyárban. A LiAZ a Lihacsov Autógyárral (ZiL) és a Lvovi Autóbuszgyárral (LAZ) együttműködve fejlesztette ki a városi autóbuszt, melyet a Likino-Duljovóban is gyártott ZiL–158V autóbusz leváltására szántak. Az automata váltót a NAMI és a LAZ közösen fejlesztette ki és az  utóbbi gyártotta, a futómű hátsó hídját a Rába készítette. Az autóbusz első prototípusa 1962. november 2-án készült el. A járművet 1963-ban mutatták be a Szovjetunió Minisztertanácsa mellett működő Automatizálási és Gépesítési Bizottságnak, amely pozitív értékelést adott a járműre. Ezután megépítettek még egy prototípust, melyet 1964-ben Szocsi környékén teszteltek. 1965-ben mindkét prototípussal a Moszkva–Harkiv–Novorosszijszk–Szocsi–Tbiliszi–Jereván–Ordzsinikidze–Moszkva útvonalon végeztek próbafutást. A sikeres tesztelés után, 1967-ben elkészítettek egy kísérleti sorozatot, majd 1968 tavaszán indult el a nagytömegű sorozatgyártás, bár erre az időre maga a konstrukció a nagy fogyasztású benzinmotorjával már elavulttá vált.
Az 1970-es évek közepén korszerűsítették, az volt a típus egyetlen jelentős modernizálása. Az eredeti változat motorját ZiL–375Ja7 típusú V8-as benzinmotorra cserélték. Módosították az utasteret és a jármű külső megjelenése is megváltozott. A modernizált LiAZ–677M-ből az 1970-es évek végén több, egymástól is különböző változat készült, a sorozatgyártása pedig csak jelentős késéssel, 1982-ben indulhatott el. Ezt követően a sorozatgyártás befejezéséig nagyobb módosításokat nem hajtottak végre, de megjelenésükben a típuson kisebb változtatásokat végeztek. A típus sorozatgyártását 1994-ben szüntette be végleg a LiAZ, erre az időszakra a típus már teljesen elavulttá vált. Kisebb üzemek és javítóműhelyek a még fellelhető alkatrészekből és részegységekből 2004-ig több példányt készítettek.
A sorozatgyártás 27 éve alatt összesen 194 183 darabot készítettek. Ezek többségét a Szovjetunió nagyvárosaiban állították forgalomba, ahol az 1970-es évekre ez lett a legelterjedtebb városi autóbusz. 7133 darabot exportáltak, ezek 16 ország útjain közlekedtek. A műszakilag és erkölcsileg elavult és az utasforgalmi követelményeknek már nem megfelelő járműveket a 2000-es évek elejétől gyors üzemben vonták ki a forgalomból. Moszkvában és Kijevben 2004-ben, Szentpéterváron 2006-ban, Minszkben 2007-ben selejtezték a típust, de még napjainkban is számos példánya üzemel az egykori Szovjetunió területén.

## Változatok

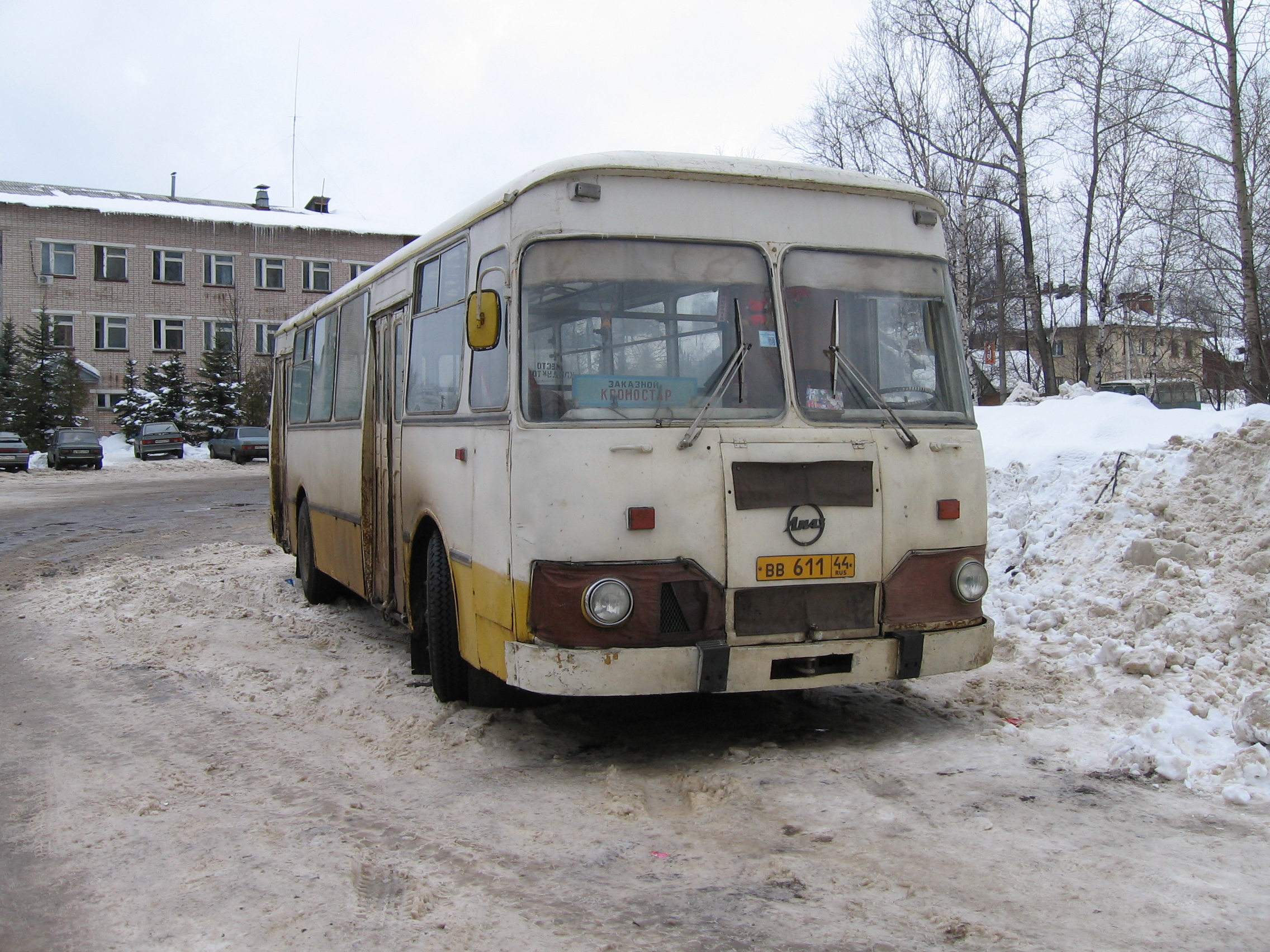
Egy LiAZ–677M Kosztromában

A jármű alapváltozata a LiAZ–677, illetve az 1982-től gyártott modernizált LiAZ–677M volt. Az alapváltozatokon kívül speciális kivitelű módosított változatai is készültek. Összesen 12 gyári változata volt, de emellett javítóműhelyekben és üzemekben több járművet egyedi változatúvá alakítottak (pl. teherszállító jármű). 

### LiAZ–677B
Elővárosi változat. Csak az utastér kialakításában és az ülőhelyek elrendezésében különbözik, minden egyébben megegyezik az alapváltozattal. 1971-től 1978-ig gyártották, majd 1978-tól 1994-ig a modernizált változatát LiAZ–677BM típusjellel gyártották. Az utastérben mindkét oldalon kétszemélyes üléseket helyeztek el, és a hátsó ajtó előtti állóhelyen is utasülések voltak az ajtóval szemben. Ezzel az ülőhelyek számát 35-re növelték, de a kevesebb állóhely miatt a teljes utaskapacitás összességében 67-re csökkent, bár túlzsúfolva 87 utast is el lehetett helyezni benne. Az alapváltozattól eltérően a tetőbe szellőzőventilátorokat építettek. Szintén eltérés volt az alapváltozattól, hogy a jármű pótkereket is kapott, amelyet vagy az utastér végében, vagy kívül, a hátfalra szerelve helyeztek el.

### LiAZ–677V
1970–1971 között gyártott kirándulóbusz. A rendeltetéséből eredően a kisebb utasmozgás miatt csak egy oldalsó utasajtóval látták el, a hátsó ajtót megszüntették. 37-re növelték az ülőhelyek számát, kényelmesebb üléseket építettek be. Az utastér elején az idegenvezető számára is elhelyeztek egy ülést. A LiAZ–677B-hez hasonlóan ellátták pótkerékkel, melyet kívül, a hátfalon rögzítettek.

### LiAZ–677A
Hideg éghajlatú területekre gyártott speciális változat, amely hőszigetelt karosszériát kapott. Az utastér 34 ülőhellyel rendelkezett, állóhelyekkel együtt 66 személyt szállíthatott. 1964-ben készült el a prototípusa, majd 1965-től sorozatban gyártották. 1984-től a LiAZ–677MG váltotta fel, amely a modernizált LiAZ–677M-en alapult. Tovább javították a karosszéria hőszigetelését, ennek érdekében kétrétegű ablakokkal látták el. A LiAZ–677MG-nél 29-re csökkentették az ülések számát.

### LiAZ–677P

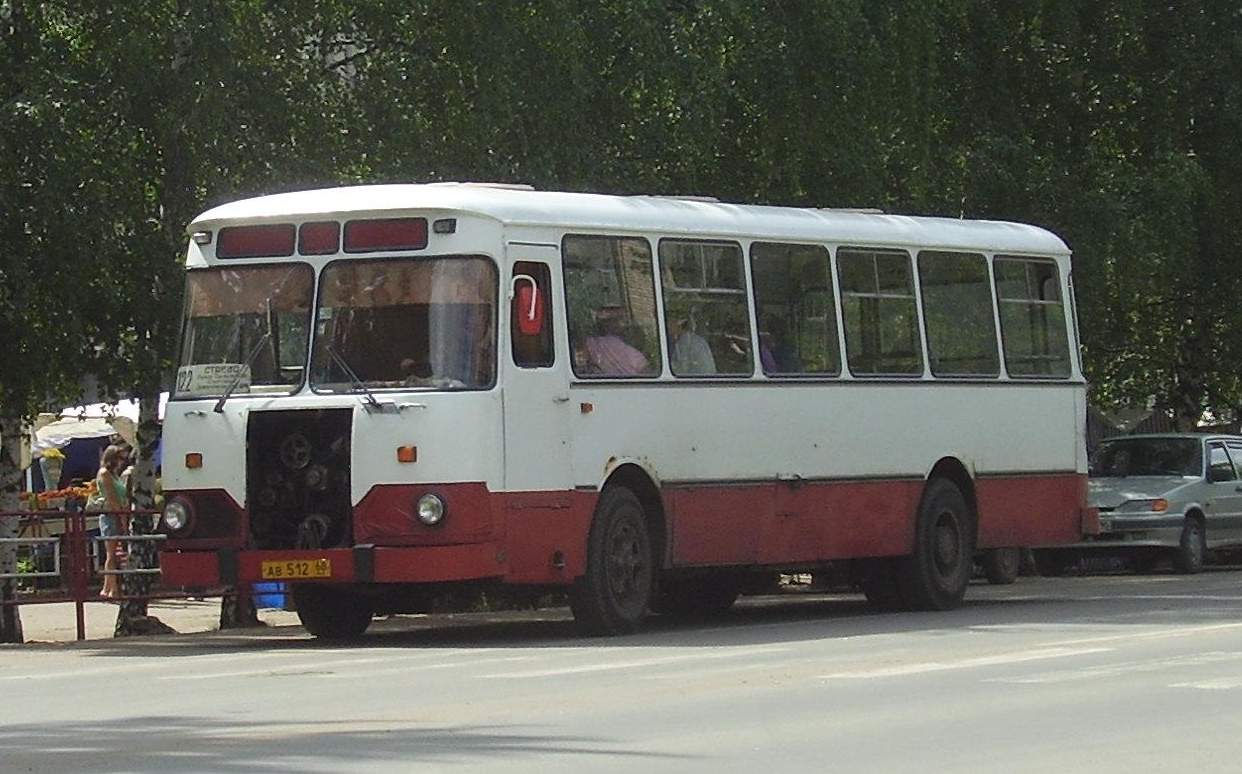
Egy jellemző kép: ez a LiAZ–677M mellső motorház-burkolat nélkül üzemel. Így védték a járművek motorját a túlmelegedéstől

Repülőtéri változat (P – peronnij), amely a repülőtéri utasterminálok és a repülőgépek közötti utasszállításra szolgált. Az alapváltozattól az utasajtók elhelyezésében és a módosított utastér-elrendezésben különbözik. A repülőtéri forgalmi  igényeknek megfelelően a jármű mindkét oldalán két-két utasajtót alakítottak ki. Az utastérben mindössze 10 ülőhely volt. A névleges utaskapacitás 75 fő volt, a maximális utaslétszám 110 fő. A járműveket rádióval és speciális jelzőfényekkel látták el. Mindegyik busz a jó láthatóságot biztosító sárga festést kapott. A típusból 1973-ban kettő, majd 1974-ben egy további prototípus készült. A járművek nem feleltek meg a követelményeknek, így sorozatgyártására nem került sor.

### LiAZ–677G
Gázüzemű változat. Az első prototípusokat 1976-ban készítettél el. 1978-ban készült egy kisebb kísérleti széria, a sorozatgyártása 1983-ban kezdődött. Üzemanyagként sűrített földgázt használt. A két gáztartályt a padló alatt, a jármű középső részén, a bal oldalon helyezték el. Egy feltöltéssel 450–500 km-t tehetett meg. Emellett tartalékként egy kisméretű benzintankja is volt. A tartalék benzinnel 20 km-t tehetett meg. Egyéb jellemzőiben megegyezik az alapváltozattal. (Később számos LiAZ–677M-t is átalakítottak gázüzeműre. Ezt a munkát kisebb üzemek, járműjavítók végezték. Ezeknél a gáztartályokat a jármű tetején helyezték el. Az ilyen gázüzemű járművek főleg Ukrajnában elterjedtek.)

### LiAZ–5930
A LiAZ–677-en alapuló televíziós közvetítőkocsi. Az alváz és a vezetőfülke változatlan, míg a felépítménybe egy PTSZ–CT Lotosz közvetítőberendezést telepítettek (mágnesszalagos rögzítővel). A jármű különféle távoli eseményekről készített televíziós felvételek rögzítésére volt alkalmas. Két változatban készült. A LiAZ–5930-as fekete-fehér, a LiAZ–5931 színes közvetítő-berendezéssel volt felszerelve. A két változat külső megjelenésében nem különbözött egymástól. A két modellt 1970–1974 között gyártották. 1974-től ezeket váltotta fel a LiAZ–5932 Magnolija jármű, amelyet modernebb berendezésekkel láttak el, a televíziós adást pedig már nem csak rögzíteni, hanem közvetíteni is tudta. Ezt a változatot 1982-ig gyártották. A hátsó felépítményen két ajtó volt, egy a jobb oldalon, egy hátul. Az ajtókat leengedhető létrával lehetett használni. A felépítmény tetejét úgy alakították ki, hogy azon állványos kamerákat lehetett elhelyezni. A közvetítőkocsikhoz kiszolgáló és kisegítő járműként LiAZ–677-eseket használtak. Ezekkel szállították a kábeleket, kamerákat és állványokat, valamint a személyzet egy részét.

### KAvZ–3100 Szibir
A LiAZ–677 hideg éghajlatú területekre szánt, rövidebb változata, amelyet a Kurgani Autóbuszgyárban (KAvZ) dolgoztak ki. Csak néhány példány készült belőle. 1963–1964-ben két prototípust építettek. A jármű a LiAZ–677 fő szerkezeti elemein alapul, de a karosszéria rövidebb (egy oldalablaknyival). Az alapjárműtől eltérően más típusú (LAZ-NAMI 22.17) automata váltót építettek be. 1969–1970-ben három újabb, kissé módosított prototípus készült, 1973-ban egy újabb példány készült a KAvZ-nál, a módosított orr rész és a hátfal miatt más eltérő megjelenéssel. 1976-ban két újabb prototípust készítettek KAvZ–31011 jelzéssel, kifejezetten a sarkkörön túli területekre. A jármű dupla üvegezésű ablakokat és hatékonyabb fűtést kapott. A következő évben, 1977-ben egy újabb prototípust építettek KAvZ–3100M típusjelzéssel, melynél kismértékben megnövelték a tengelytávot. Ezt követően végleg felhagytak a fejlesztéssel, a jármű sorozatgyártására nem került sor.